# Shimbar

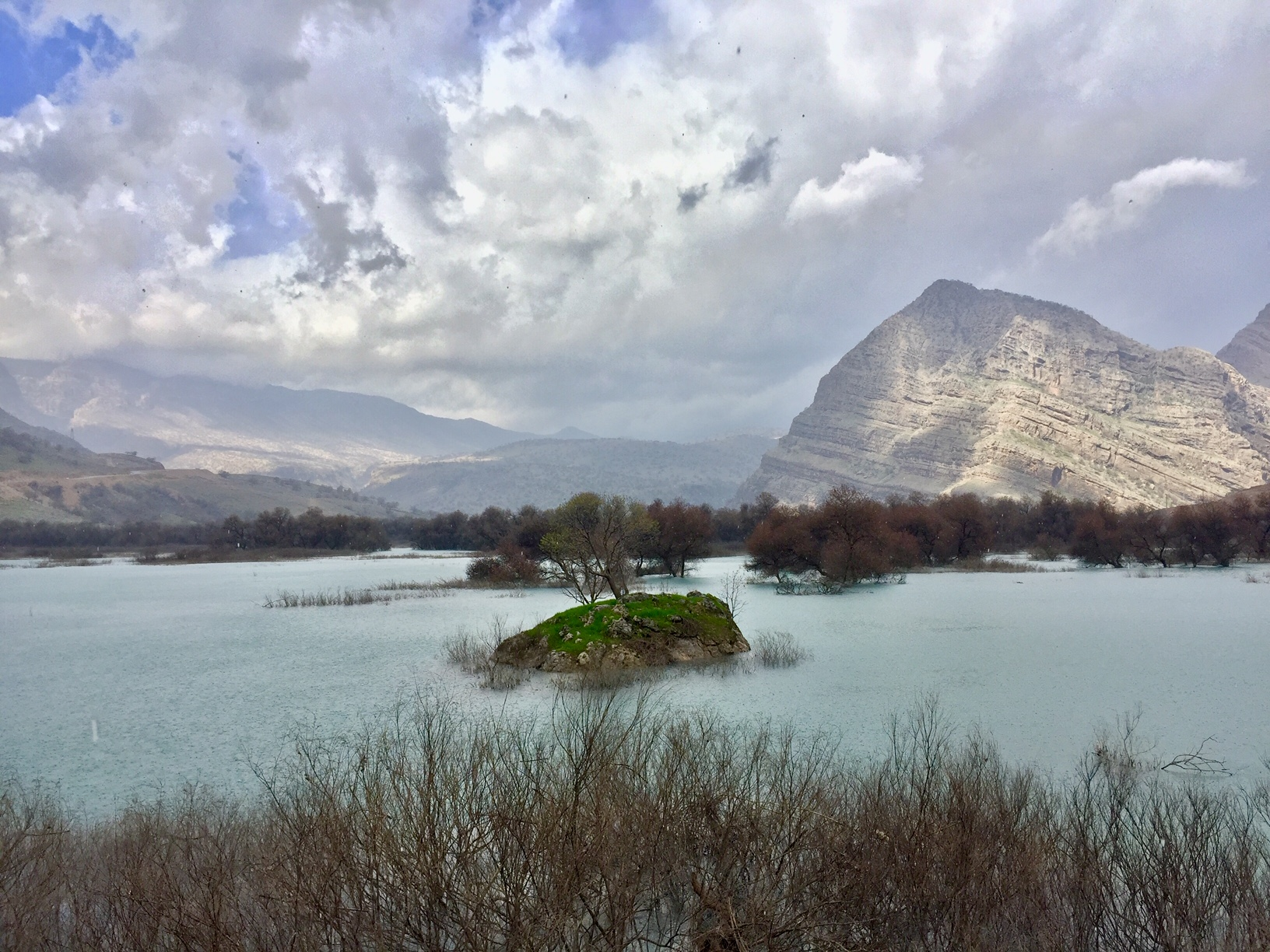
Vue de la zone humide de Shimbar

La plaine de Shimbar (persan :دشت شیمبار, dasht-e Shimbār) (ou Shirin Bahar) est une zone humide protégée située dans la préfecture d'Andika dans la province du Khuzestan en Iran. 

## Géographie
Au cœur des monts Zagros, la plaine de Shimbar couvre une superficie de 53 hectares dans le district de Chelo, dans la préfecture d'Andika au Khuzestan en Iran. Elle est entourée par le mont Dela au sud et les monts Keyno et Lileh au nord.

## Population
La population y est quasi exclusivement composée de l'ethnie bakhtiari, des tribus Mowri, Kotoki, Lalari et Gomār des branches Haft Lang et Chahar Lang. Traversée par la route Shahrekord – Masjed Soleiman a mi-chemin entre le district de Bazoft et la ville de Masjed Soleyman, la plaine de Shimbar est, en outre, un lieu de passage obligé pour tous les nomades bakhtiaris lors de leur transhumance annuelle entre leur hivernage dans la province du Khuzistan et leur estivage dans la province de Tchaharmahal-et-Bakhtiari.